# Мориарти, Джей
Джей Мориарти (англ. Jay Moriarity; полное имя Джеймс Майкл Мориарти, англ. James Michael Moriarity; 16 июня 1978, Джорджия, США — 15 июня 2001, Мальдивы) — американский сёрфер из Санта-Круза, Калифорния. В возрасте 16 лет он стал всемирно известным, появившись на обложке журнала Surfer.

## Биография
Джеймс Майкл Мориарти родился в Джорджии, но вскоре переехал в Санта-Круз. Его отец, Дуг, служил в воздушно-десантных войсках. Отец привил молодому парню любовь к приключениям и познакомил его с сёрфингом. 8-летний Джей впервые встал на доску на споте Sewer Peak. По его собственным словам, катался он без гидрокостюма — в шортах и футболке. Кататься в первый раз ему пришлось на 7’0″ Haut, которая была родом прямиком из 70-х.

## Сёрфинг
В возрасте 12 лет юный Мориарти принимал участие в соревнованиях NSSA по шортбордингу в Pleasure Point. Он был единственным ребёнком, который сумел оседлать волну в два раза выше его собственного роста, выиграв соревнование. Вскоре после этого он случайно встретился с бывалым местным сёрфером по имени Рик «Фрости» Хессон. Как раз в то время сёрферы обживали жемчужину Калифорнии — Маверикс. После долгих уговоров со стороны молодого Мориарти, бывший спасатель и пловец решил подготовить его к будущему покорению гигантской волны. Джей был полон решимости завоевать Maverick’s, но не раньше, чем наставник закончит его программу интенсивной умственной и физической подготовки. Между тем, Мориарти приобрел репутацию серьезного специалиста по лонгбордам, несмотря на насмешки со стороны местного контингента любителей шортбордов. Сёрфер также заработал репутацию отличного пловца, дайвера и рыбака. В конце концов, его спокойный характер разоружил даже самых суровых критиков.

## Известность

Мориарти на обложке журнала Surfer

19 декабря 1994 года 16-летний Джей Мориарти едва не погиб, покоряя одни из самых опасных волн в мире — Маверикс. Но после неудачного старта, он смог покорить эти волны. Джей шокировал зрителей своей отличной техникой и потряс сообщество любителей волн, оказавшись на обложке журнала Surfer. Фотограф ухватил момент, когда Мориарти висит в 10 метрах над поверхностью воды. Подобное в то время было чем-то невообразимым.
Мгновенная слава не изменила беспечного парня, вместо этого он получил возможность распространять своё видение мира среди более широкой аудитории. Внезапно люди узнали о скромном молодом любителе океана. По просьбе главного спонсора Мориарти (O'Neill), он присоединился к Wingnut и ещё одному мастеру больших волн Рихарду Шмидту, которые работали в качестве инструкторов в O'Neill Surf Academy. Они посещали восемь европейских стран каждое лето и проводили инструктаж около 50 начинающих сёрферов каждую неделю. Мориарти увлекался мотокроссом и прыжками с парашютом, успешно завершил более 100 прыжков. Он продолжал падать с гребня волны в Maverick, демонстрируя сверхъестественное знание волны и контроль над ситуацией. Вначале 2000-х он произвел неизгладимое впечатление на самого Джеффа Кларка. Этого оказалось достаточно, чтобы Кларк выбрал Джея в качестве партнера для буксировки.

## Смерть
15 июня, за день до своего 23-летия, Джей Мориарти, утонул во время свободного погружения рядом с отелем Lohifushi Island на Мальдивах, где он гостил. Он планировал встретиться с женой Ким, с которой вместе они были не больше года, и начать свой четвёртый сезон в качестве главного инструктора в O’Neill Academy в Европе. Чтобы попрощаться с сёрфером, 26 июня на Pleasure Point пришли сотни человек, которые наблюдали за тем, как Ким развеяла пепел сёрфера над океаном.